# Paralacydes conspurcatum
Paralacydes conspurcatum är en fjärilsart som beskrevs av Walker 1856. Paralacydes conspurcatum ingår i släktet Paralacydes och familjen björnspinnare. Inga underarter finns listade i Catalogue of Life.